# Керекіу
Керекіу (рум. Cherechiu) — село у повіті Біхор в Румунії. Адміністративний центр комуни Керекіу.
Село розташоване на відстані 448 км на північний захід від Бухареста, 37 км на північний схід від Ораді, 130 км на північний захід від Клуж-Напоки.

## Населення
За даними перепису населення 2002 року у селі проживали 787 осіб.
Національний склад населення села:
| Національність | Кількість осіб | Відсоток |
| -------------- | -------------- | -------- |
| угорці         | 732            | 93,0%    |
| цигани         | 34             | 4,3%     |
| румуни         | 20             | 2,5%     |

Рідною мовою назвали:
| Мова      | Кількість осіб | Відсоток |
| --------- | -------------- | -------- |
| угорська  | 767            | 97,5%    |
| румунська | 16             | 2,0%     |